# Zhonghuping (sockenhuvudort i Kina, Hunan Sheng, lat 29,36, long 110,38)
Zhonghuping (kinesiska: 中湖坪, 中湖, 中湖乡) är en sockenhuvudort i Kina. Den ligger i provinsen Hunan, i den södra delen av landet, omkring 280 kilometer nordväst om provinshuvudstaden Changsha. Antalet invånare är 9 693. Befolkningen består av 4 686 kvinnor och 5 007 män. Barn under 15 år utgör 22,0 %, vuxna 15-64 år 64 %, och äldre över 65 år 13,0 %.
Runt Zhonghuping är det ganska tätbefolkat, med 199 invånare per kvadratkilometer. Närmaste större samhälle är Wulingyuan, 15,7 km öster om Zhonghuping. I omgivningarna runt Zhonghuping växer i huvudsak blandskog.
Genomsnittlig årsnederbörd är 1 738 millimeter. Den regnigaste månaden är september, med i genomsnitt 307 mm nederbörd, och den torraste är december, med 21 mm nederbörd.